# Maeglin
Maeglin är en figur i J.R.R. Tolkiens berättelser om Midgård och finns med i boken Silmarillion.
Han är en alv, son till Eöl Mörkalven och Fingolfins dotter Aredhel. Han lever under Midgårds Första ålder och är en av herrarna till Gondolin. Hans namn betyder skarp sikt på Tolkiens påhittade språk sindarin. Han är den enda kända alven som frivilligt och medvetet blivit en av Morgoths tjänare. Hans förräderi är unikt eftersom frändedråparna av Fëanors söner sökt ära åt sitt hus, men ändå behållit hatet mot den mörke herren.

## Maeglins historia
Enligt Silmarillion har Maeglins mor, Aredhel, lämnat Gondolin för att komma bort från Beleriand. I Nan Elmoths skogar lockades hon av Eöl att stanna med honom och föder sedan Maeglin. Vid födseln ger Aredhel Maeglin namnet Lómion som betyder skymningens barn. Eöl ger sin son namnet Maeglin när han är 12. Aredhel lämnar Eöl och tar deras son (som stal sin faders svärd Anguirel) med sig och återvänder till Gondolin. Eöl följer efter henne och när Turgon, Gondolins kung, dömer honom försöker han döda Maeglin med ett giftigt spjut, men träffar istället Aredhel (som kastar sig framför honom). Hon dör snart eftersom ingen tror att såret är förgiftat och som straff kastas Eöl ner till sin död från stadsmuren. 
Maeglin är nu ett föräldralöst barn men Turgon tar hand om honom. Han blir en alvprins, högaktas och kommer till och med att leda sitt eget hus, Mullvadshuset. Han finner rika metallmalmgångar i Echoriath som omger staden och smider vapen av stål som är starkare än något som tidigare skådats. Hans gruva i Echoriath kallas Anghabar eller järngruvan. I Nírnaeth Arnoediad vägrar Maeglin vara kvar som regent utan drar i strid tillsammans med Turgon. Den sjunde och sista porten av Gondolin, Stora Porten av Stål, är Maeglins verk. 
Maeglin blir förälskad i Turgons dotter Idril, som alltså är hans kusin. Men det finns inget hopp för honom eftersom ”eldar aldrig gifte sig med en nära släkting”. Värre är att Idril föraktar honom. 
När Tuor kommer med Ulmos varning om faran mot Gondolin sitter Maeglin vid Turgons sida och argumenterar emot Tuor. Tuors giftermål med Idril kommer att göra Maeglin ännu mer uppretad och han gör uppror mot Turgon och Tuor. Senare när Maeglin är ute och letar efter metall bryter han mot Turgons order om att stanna i bergen, tillfångatas av orcher och förs till Angband. Morgoth lovar att Maeglin ska få både Gondolin och Idril om han berättar var den gömda staden finns och lockar därmed Maeglin att förråda allt han älskar och står för. När Morgoths arméer anfaller och intar staden kämpar Maeglin mot Tuor på murarna och Tuor kastar ner honom varvid han dör.